# Neunkirchen (Rhénanie-du-Nord-Westphalie)
Pour les articles homonymes, voir Neunkirchen.
Neunkirchen est une commune de Rhénanie-du-Nord-Westphalie (Allemagne), située dans l'arrondissement de Siegen-Wittgenstein, dans le district d'Arnsberg, dans le Landschaftsverband de Westphalie-Lippe.